# Tramvia de Lviv
El tramvia de Lviv (ucraïnès: Львівський Трамвай:, translit.: L'vivs'kyi Tramvai) és un tramvia elèctric a Lviv, Ucraïna. És l'únic sistema de tramvia a l'Ucraïna Occidental, el més gran entre els sistemes de tramvia de via estreta a Ucraïna.
De 1880 a 1908, els tramvies eren tirats per cavalls; tanmateix des de 1894 es van implantar els elèctrics. A Lviv van ser els primers en el territori de l'Ucraïna moderna a tenir un sistema de tramvies de cavall i tramvies en general, així com el segon després del Kíev a tenir tramvies elèctrics.
La prosperitat assolida en la vigília de la Segona Guerra Mundial, fa que sigui el transport principal de la ciutat; des de mitjan segle xx gradualment perd la seva posició. L'1 de gener de 2011, hi ha 9 rutes i és operat per "LKP Lvivelectrotrans". El 2010, el tramvia recollia el 24,3% del trànsit de viatgers de la ciutat.
S'ha planejat que en el futur el tramvia esdevindrà un mode prioritari de transport a Lviv.

## Història

### Tramvia de cavalls
Per primer cop, el tema del llançament d'un tramvia de cavalls a Lviv es va plantejar a finals de la dècada de 1860. El 1870, va ser desenvolupat un projecte per dues empreses britàniques però va ser refusat per l'ajuntament de Lviv. Tanmateix, el 1878, quan queda clar que sense transport públic la ciutat no pot viure, l'ajuntament anuncia un concurs per la construcció de tramvies. Es van presentar projectes per part dels tramvies de Bèlgica i Trieste. La comissió creada pel magistrat va preferir l'empresa de Tramvia de Trieste (Societa Triestina Tramway), i el contracte va ser signat el 1er de febrer de 1879. Després d'aquest pas inicial i després de 25 anys d'operació, la xarxa de tramvia va passar a propietat de la ciutat.
El primer tramvia a Ucraïna va ser inaugurat a Lviv el 3 de maig de 1880. Des del 5 de maig, es va introduir el pagament per viatge.
Hi havia dos línies en funcionament (estació de ferrocarril principal - carrer Gorodotska, Plaça Duana i estació de ferrocarril principal - Podzamce), que transportaven una mitjana de 1.867.000 de passatgers cada any. El 1889, hi havia 105 cavalls, 37 vagons de passatgers i 3 vagons de mercaderies fabricats a la ciutat austríaca de Graz. Eren de color marró fosc amb inscripcions blanques "Tramvia de Lviv" (Tramway Lwowski), decorats amb una ratlla vermella. A l'estiu, cada carro era tirat per un parell de cavalls, però en els carrers de Gorodotska i Shevchenko, els carros eren estirats per tres cavalls quan pujaven, i un quan baixaven (consegüentment, el preu bitllet era també diferent). Amb la caiguda de neu, el nombre de cavalls era augmentat a quatre. La velocitat mitjana era 6.4 km/h.
El 1905, van començar negociacions per la compra del tramvia de cavalls, possibilitat prevista després de 25 anys d'explotació. El contracte per la compra de la xarxa per la ciutat va ser signada el 8 de juliol de 1906, però la transferència de la propietat es va allargar 11 mesos.

### Tramvia de vapor
El 1888 la Societat de ferrocarril Lviv-Belz va lliurar un projecte a la magistratura de Lviv per la construcció d'un tramvia de vapor. El ferrocarril belga va tenir una estació a Lviv en el lloc de l'estació de Kleparov – llavors als afores de la ciutat – que no va ser connectat per transport públic al centre, la qual cosa suposava un obstacle pels passatgers de tren i, per tant, la construcció del tramvia de vapor va ser dissenyada principalment per ells. Segons el projecte, es preveia la construcció de dues línies: la primera era per anar de l'estació de Kleparov a l'estació de Pidzamtxe pels carrers de Shevtxenko, Rappoport, Dzherelnaya; La segona era per anar de l'estació de Kleparov pels carrers de Shevtxenko i Zaliznytxnaya, passant per l'estació de Txernivtsi, els carrers de Bandera, Nechuya-Levitsky, Vitovsky, Franko i Lytxakivsky a l'estació de Lytxakiv. La idea d'un tramvia de vapor es va publicitar àmpliament a Lviv, però el projecte de Lviv-Belz no va trobar suport oficial de la ciutat.
El segon cop que es va intentar la construcció d'un tramvia de vapor va ser entre 1892–93. Llavors la Junta d'Hipoteca-Banc Accionari de Lviv va oferir l'ajuntament una concessió per construir la línia de l'Església de Sta. Anna a Ianov, però aquest projecte no va ser implementat.

### Origen del tramvia elèctric
El 1893, la magistratura de Lviv va anunciar un concurs per la construcció de línies de tramvia elèctric i plantes d'energia de 400 hp (300 kW), ja que el tramvia de cavalls no era capaç de suportar el creixement de les necessitats de transport. El va guanyar la firma vienesa Siemens & Halske. El 23 de març de 1893, el pressupost del projecte va ser aprovat i pujava a 880 mil corones. La construcció de la línia del tramvia elèctric va començar el setembre de 1893.
El 31 de maig de 1894 es va inaugurar la ruta regular del tramvia elèctric a Lviv, sent el segon a Ucraïna i el quart a Àustria-Hongria. La longitud de les línies era de 8.3 km.
L'aparició d'un tramvia elèctric en Lviv va ser percebut ambiguament. Així que, les dones dels cavallistes del tramvia de Lviv, van bombardejar el primer tramvia elèctric amb tomàquets i ous podrits. "
El 1896, la ciutat va comprar un sistema de tramvies elèctrics i una planta d'energia per 1,680 milions de corones.

### Previ a la Primera Guerra Mundial
El 1907, el Ministeri de Ferrocarrils de l'Imperi austríac va permetre reequipar les línies del tramvia de cavalls amb tracció elèctrica. El tramvia de cavalls va ser aturat el 29 de desembre de 1908. Els cavalls van ser venuts, i els cotxes van ser adaptats com a remolc del tramvia elèctric.
El 1907 va ser creada una línia pel "Món Nou" (àrea a Lviv), després que els preus de la propietat en el llavors districte més prestigiós de la ciutat, van caure a la meitat. El 1908, els tramvies van portar a Zhovkva, el 1910, al Castell Alt i al Snopki, i el 1914 a l'estació "Lychakiv". La primavera de 1914, la longitud de línies de tramvia va arribar als 24,4 km. Les direccions van ser marcades amb dues lletres llatines – les primeres lletres dels noms de les parades finals en polonès.

### Primera Guerra Mundial i període entreguerres

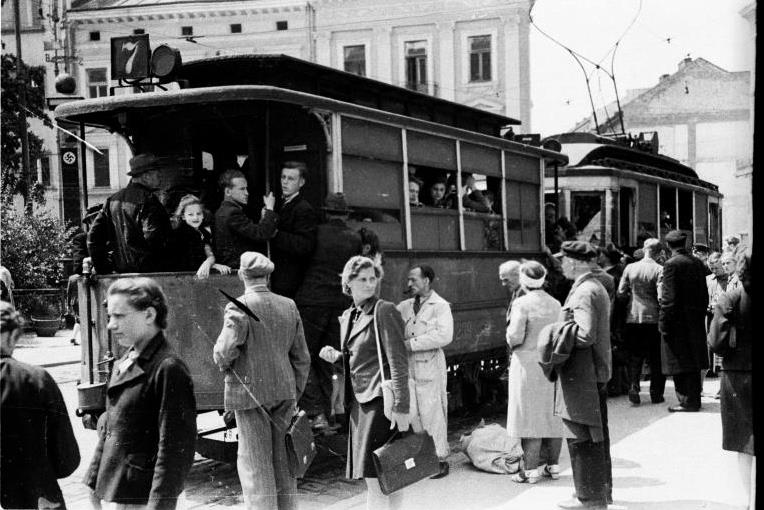

El setembre de 1914, les tropes russes van entrar a Lviv. Durant la seva estada en la ciutat (fins al 22 de juny de 1915) el tramvia va continuar la seva feina. Aleshores va ser publicada una guia especial en rus "Utilitzeu el tramvia" (As polzovatsya tram). Durant la batalla per la ciutat en la guerra l'ucraïneso-polonesa el novembre de 1918, la xarxa elèctrica va patir danys significatius, i el tramvia va quedar aturat fins al maig de 1919.
Des de l'1 d'octubre de 1922, a Lviv, com a tota Polònia, es va passar a circular per la dreta. Així, es va recol·locar la senyalització. I a la tardor de 1923, en connexió amb l'estandardització general en la república, els números de rutes van ser indicades per números. El 1925, es va inaugurar una línia a Bogdanovka. També aquell any, es va obrir el carrer Kulish. El 1929 es va obrir la línia a l'estació de ferrocarril pel carrer Franko. El 1933, la longitud total de la xarxa de tramvia era de 32,8 km. Es comptava amb 119 vehicles amb motor i 58 remolcs, 5 lleva-neus. El tramvia tenia dues cotxeres, tallers de reparació i subestacions amb una capacitat total de 6540 kW.

### Segona guerra mundial
L'1 de setembre de 1939., durant la batuda de l'aviació alemanya, la xarxa del carrer Gorodotsky va quedar avariada arran de bombardeig. El moviment dels tramvies en aquest lloc va quedar aturat. Des de mitjans de setembre es va parar a tota la ciutat. L'operació regular de tramvies va ser restaurada el 25 de setembre de 1939, després de l'ocupació de Lviv per l'Exèrcit Roig. Durant l'ocupació soviètica, es van posar en marxa noves connexions.
Durant l'ocupació alemanya, el tramvia va seguir funcionant. Tanmateix, en algunes rutes i vagons es trobaven els cartells "Només pels alemanys". Entre 1940 i 1941 hi havia cotxeres de reparació, que durant el període d'ocupació, va reparar tres vagons de motor i 9 remolcs. És sabut que durant l'ocupació, el tramvia va ser utilitzat amb propòsits militars, en concret, s'hi van traslladar presoners.

### Període soviètic
Durant les batalles per la ciutat el juny de 1944, la xarxa del tramvia va quedar molt malmesa. La seva recuperació va ser gradual: el primer viatge va tenir lloc l'1 de març de 1945.
D'acord amb el tractat entre la URSS i Polònia, els polonesos van ser reubicats des d'Ucraïna Occidental a la Polònia Occidental (Operació Wisla). I així, aproximadament 400 empleats (el 80% del personal) de l'Administració del Tramvia va deixar la seva feina. A causa d'això, l'operació normal del tramvia va quedar molt afectada. Es va començar a reclutar personal del ferrocarril de Lviv, així com d'altres indrets d'Ucraïna Oriental.
L'estiu de 1949, totes les rutes havien estat restaurades. Tanmateix, hi havia el problema de cotxes vells que portaven operant 50 anys, i que eren modernitzats en els tallers de reparació. Els tramvies nous tenien dos cotxes. Les parts de fusta van ser reemplaçades per metall; les portes van ser dotades d'un sistema pneumàtic. La part superior del cotxe va ser pintada de blau, l'inferior de groc. L'1 de gener de 1950, el tramvia tenia dos cotxeres amb una capacitat total de 185 cotxes de passatgers (dels quals 59 eren remolcs), 19 plataformes de càrrega i llevaneus.
Des de 1959, el viatge entre l'avinguda Svoboda i la plaça Mickiewicz es va aturar per tal de permetre els troleibusos.
Els anys 50 va començar la renovació del parc de tramvies. A causa de la impossibilitat d'utilitzar els nous vagons d'una direcció en algunes àrees (on no hi havia anelles per girar), el tramvia va ser forçat a tancar les línies al Castell Alt (ruta 12) i a la part superior del carrer Ivan Franko (ruta 10).
Durant els anys 1970, la ciutat va rebre un gran nombre dels nous cotxes Tatra T-4SU i Tatra KT-4.
El 1978 es va inaugurar a Lviv una planta de reparació de tramvies, dissenyada per 400 reparacions importants l'any. Va començar donant servei a empreses de transport urbà no només de Lviv sinó també d'altres ciutats d'Ucraïna i Rússia.

### Tramvia d'alta velocitat
Els anys 1960 es van estudiar plans per la construcció d'un tramvia d'alta velocitat parcialment subterrani en el pla general de Lviv. El 1987 la primera part d'aquest projecte va ser construïda entre els carrers Sakharov i de la Ciència. La construcció subterrània va començar amb la construcció del Palau Potocki, que va posar en perill edificis circumdants. Per això, i per la crisi financera de finals dels anys 1980, el projecte va ser congelat.

## Tramvies moderns
Avui, el tramvia té 10 línies en 75 quilòmetres de vies amb aproximadament 220 cotxes. La majoria dels tramvies són del tipus KT4 tipus, fabricats per la txeca ČKD Tatra Works. El tramvies T4+T4 ja no operen. Els vehicles Gothaer Waggonfabrik d'abans de la guerra, construïts després de 1910, només són utilitzats per manteniment i serveis. Recentment Lviv va adquirir 50 tramvies KT4 revisats i modernitzats anteriorment utilitzats en les ciutats alemanyes d'Erfurt, Gera i Berlín, sent els primers tramvies comprats des de la independència d'Ucraïna.
El 1991, gairebé 140 milions de passatgers van utilitzar el sistema. El 2002, la xifra se situava en 80 milions. Malgrat el gran nombre de passatgers, aproximadament el 65% ho feien de franc. Així, el considerable deute de l'empresa ha de ser cobert pel govern de la província de Lviv.
El preu d'un viatge senzill era de 50 kopecks (aproximadament 0,08 €) el 2007. Va ser pujat a 75 kopecks (aproximadament 0,12 €) el 2008 i a 1 hrn el 2009. El preu el 2012 és d'1 hrn i 50 kopecks, i va augmentar 1 hrn i 25 kopecks previ als campionats de futbol 2012 on Lviv era un de les ciutats amfitriones.
L'abril de 2015 el preu d'un viatge senzill era 2 hrn. Es va apujar a 3 hrn el setembre de 2017 i a 5 hrn (aproximadament 0,2 €) l'abril de 2018.
El setembre de 2012, va ser atorgat a Elektrotrans, una joint venture d'Electron i TransTec Vetschau un contracte per subministrar moderns tramvies de pis baix. Aquestes noves adquisicions van ser introduïdes l'agost de 2013 i circulen per la ruta 9a. Hi ha cinc seccions amb el 100% de tramvies de pis baix T5L64, dissenyat per constructors de Lviv i basats en els d'Electron.

## Imatges

Tramvies a Lviv
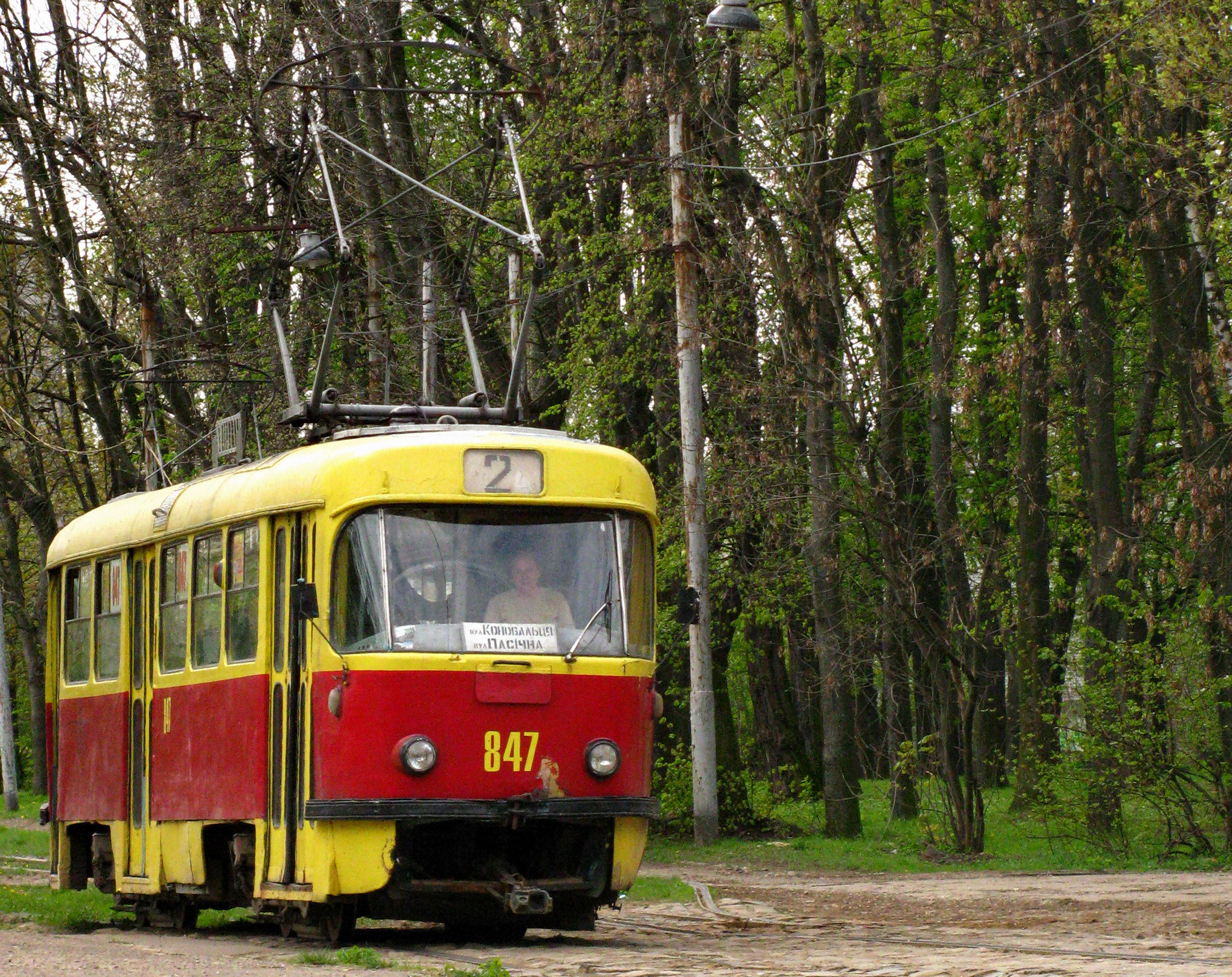
Tramvies tipus T4SU a la línea 2
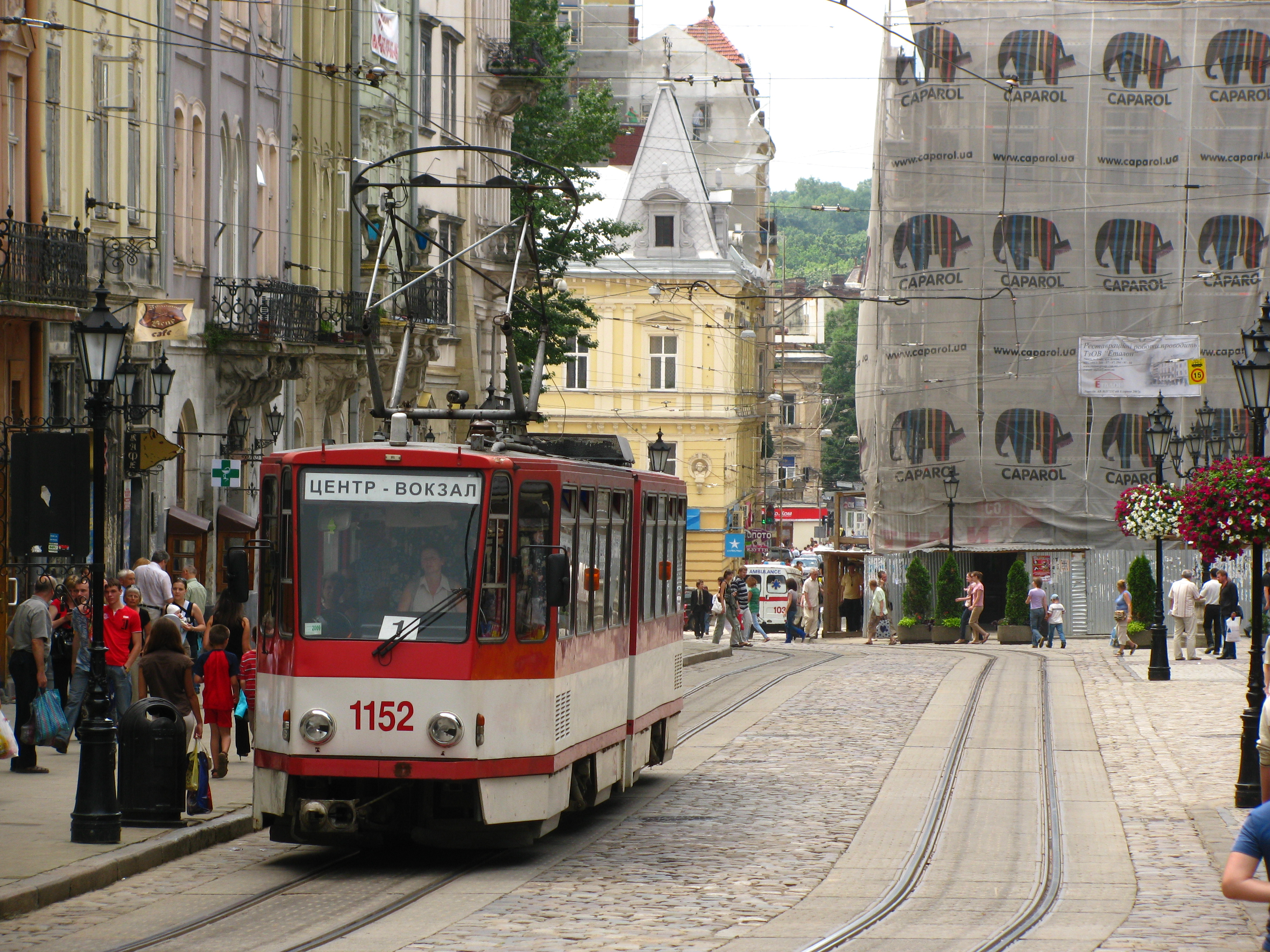
Tramvia Tatra KT4 a Lviv, plaça del Mercat
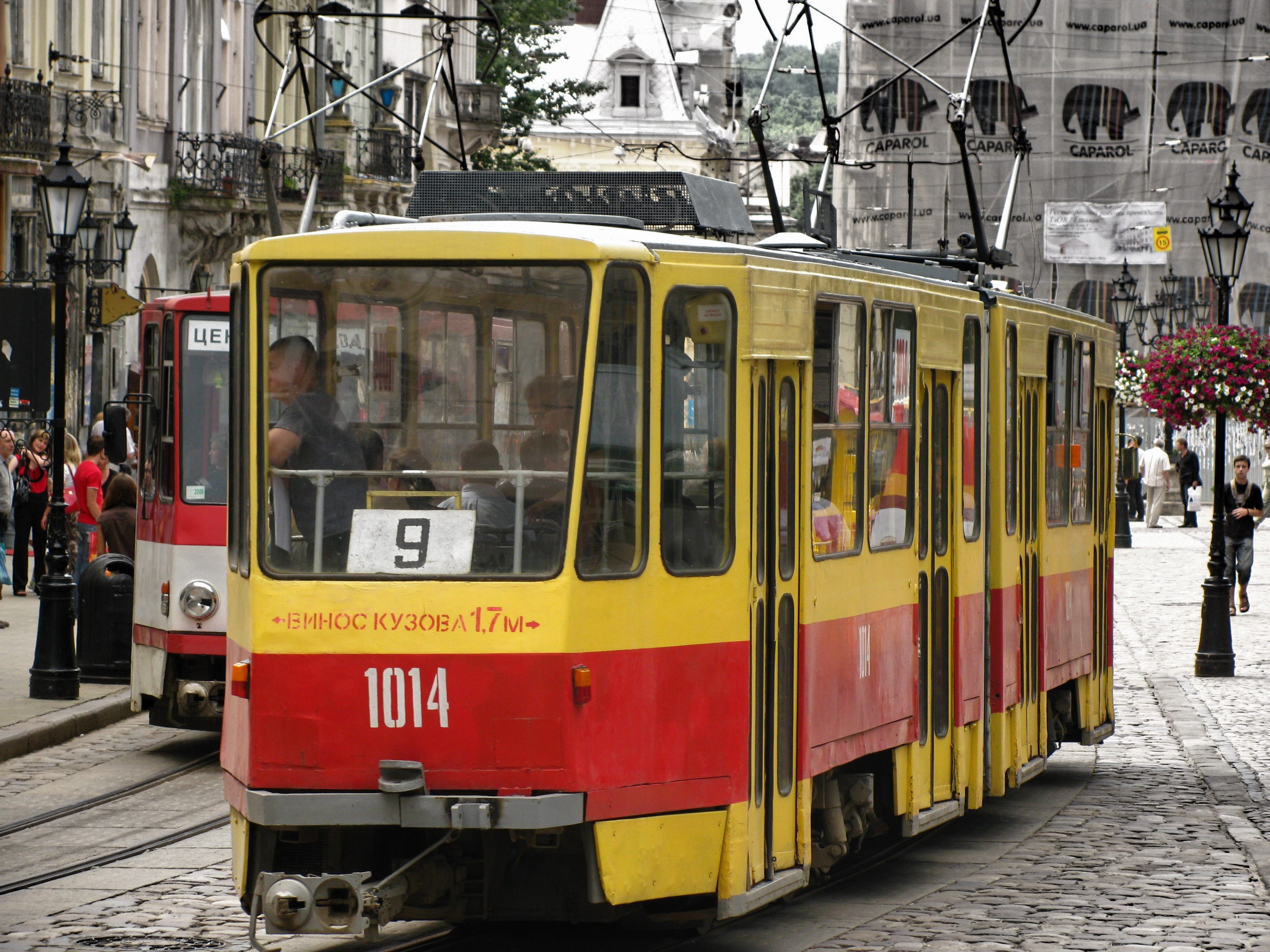
Tramvia KT4SU, línia 9
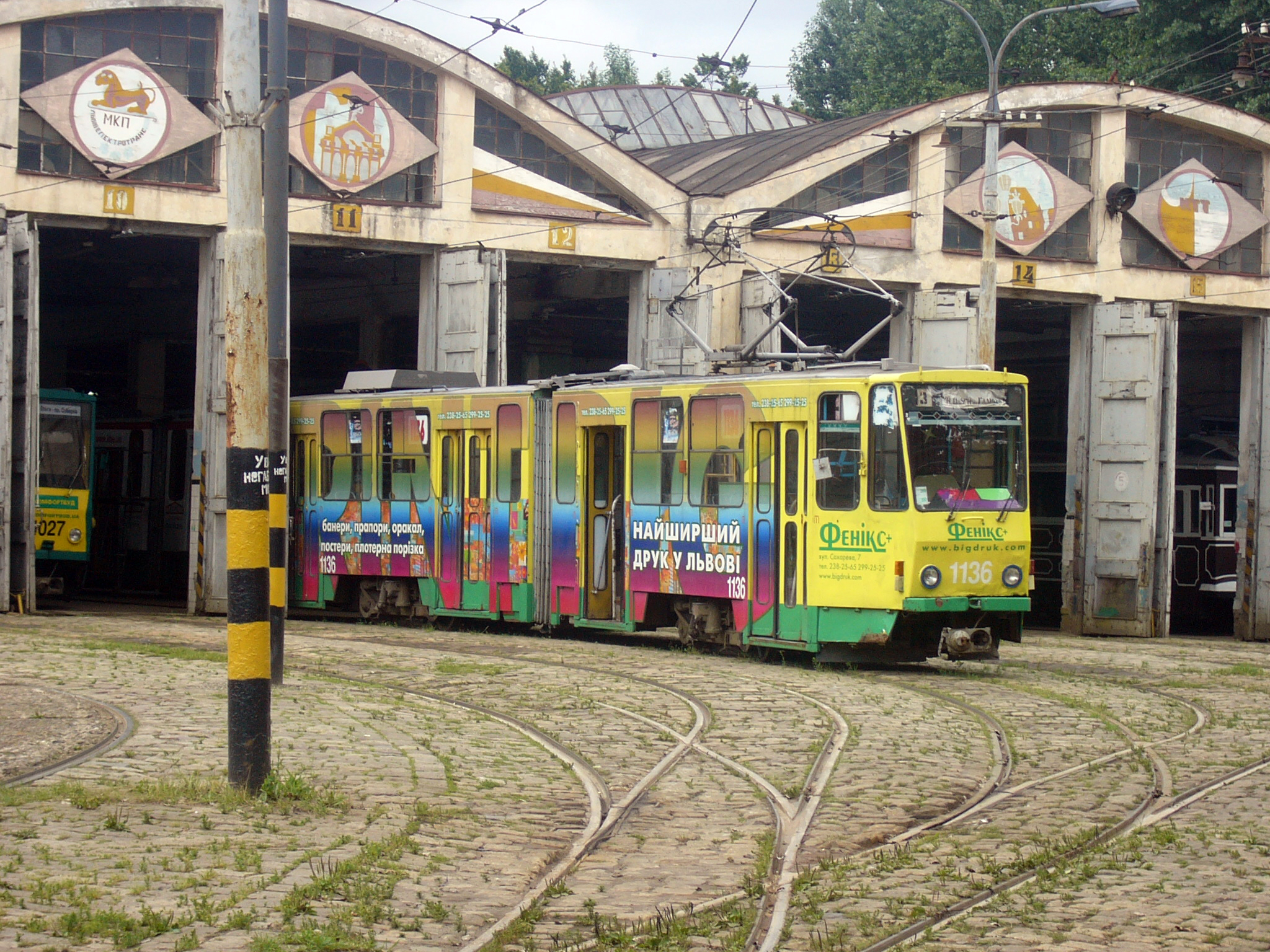
cotxeres del tramvia
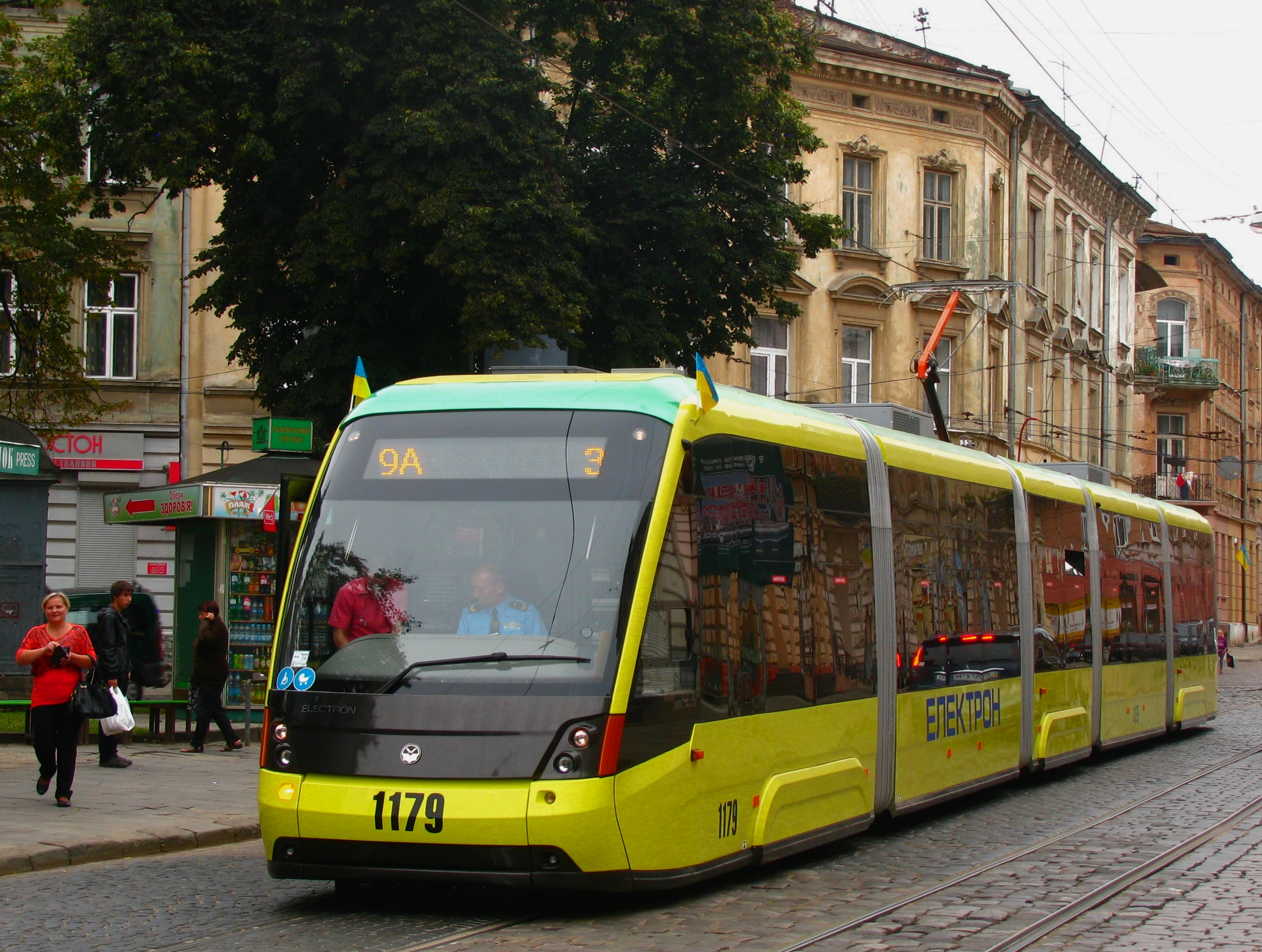
Modern tramvia de planta baixa Electron T5L64 a la ruta 9a

## Rutes

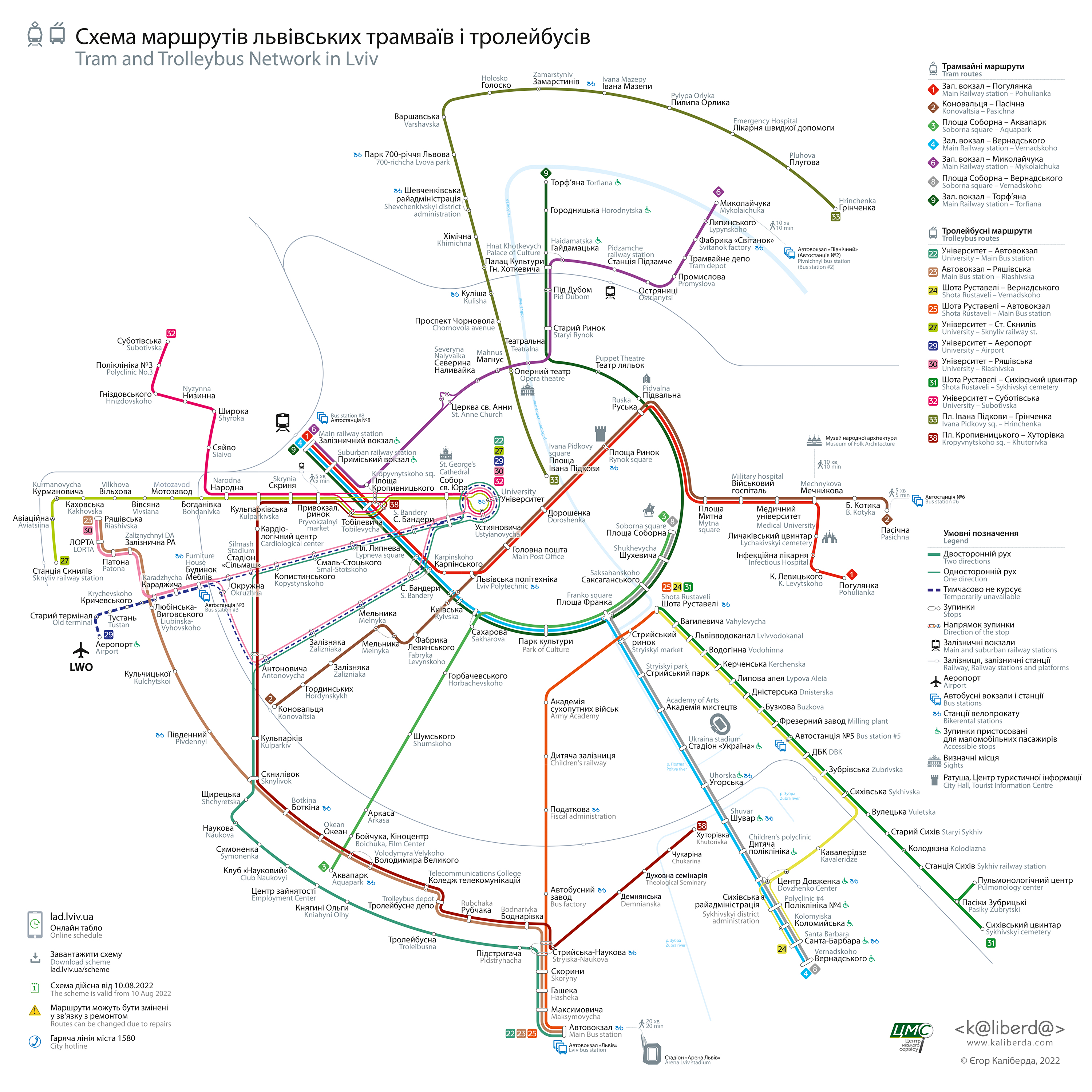
Mapa de rutes 2022